# Алькала, Альфредо
Альфредо Алькала (англ. Alfredo Alcala; 23 августа 1925 — 4 апреля 2000) — филиппинский художник комиксов.

## Биография
Интерес Алькалы к комиксам зародился ещё в детстве. Он бросил школу, будучи подростком ради карьеры художника. Какое-то время он работал в слесарной мастерской и в церкви. В юности Алькала застал оккупацию Филиппин Японией в ходе Второй мировой войны.

## Награды
В 1977 году Альфредо Алькала получил премию Inkpot Award. В 2021 году он был посмертно награждён премией Inkwell Award SASRA.

## Избранная библиография

### DC Comics
- All-Star Squadron #52, 54, 57 (1985—1986)
- America vs. the Justice Society #1-4 (1985)
- Arak, Son of Thunder #10-25, Annual #1 (1981—1984)
- Batman #349, 354—355, 357, 362—381, 383, 383, Annual #10 (1982—1986)
- DC Comics Presents #48 (1982)
- Detective Comics #520, 526, 531, 534, 543—544, 576—577 (1982—1987)
- Forbidden Tales of Dark Mansion #10-11, 13 (1973)
- Ghosts #9, 15, 17-19, 21, 24-25, 28, 33-34, 52 (1972—1977)
- Hellblazer #8-9, 18-22 (1988—1989)
- House of Mystery #209, 217, 219—220, 222, 224—228, 251—252, 254, 256 (1972—1978)
- House of Secrets #100, 104—107, 109, 115, 117, 119—120, 122, 125 (1972—1974)
- Infinity, Inc. #10, 43, Annual #1 (1985—1987)
- Kamandi #47, 49-50 (1976—1977)
- Kong the Untamed #1-3 (1975)
- Masters of the Universe #1-2 (1982—1983)
- Our Army at War #251 (1972)
- Plop! #1-3 (1973—1974)
- Secrets of Sinister House #6, 10, 12-14 (1972—1973)
- The Shadow Annual #1 (1987)
- Shadow War of Hawkman #1-4 (1985)
- Swamp Thing vol. 2 #30, 41, 45, 49, 51-52, 54-59, 61-85, 90-93, 95-101 (1984—1990)
- The Unexpected #138, 140, 144, 150, 151—153, 156—157, 168—169, 177, 191 (1972—1979)
- Vigilante #24-25 (1985—1986)
- Weird Mystery Tales #5, 10, 13-14 (1973-74)
- Weird War Tales #9, 11, 15-16, 20, 23, 25-29, 35, 42-44, 72, 74 (1972—1979)
- Weird Western Tales (El Diablo) #16-17 (1973)
- Witching Hour #24, 27, 33, 41, 43 (1972—1974)
- World of Smallville #1-4 (1988)
- World's Finest Comics #309, 312—314, 318—321, 323 (1984—1986)
- Young All-Stars #5 (1987)

### Eclipse Comics
- Destroyer Duck #1-7 (1982—1984)

### Marvel Comics
- Conan the Barbarian #137, #209-219, 223, 225 (1982—1989)
- Captain Marvel #35 (1974)
- Doctor Strange vol. 2 #19 (1976)
- Dracula Lives #9 (1974)
- Freddy Krueger's A Nightmare on Elm Street #1-2 (1989)
- Giant-Size Chillers #1 (1975)
- Howard the Duck vol. 2 #7 (1980)
- The Incredible Hulk Annual #8 (1979); vol.1 #221, 222 (1978)
- Iron Man #112 (1978)
- Ka-Zar #6, 8 (1974—1975)
- Kull the Destroyer #17 (1976)
- Man-Thing #14, Giant-Size #3 (1975)
- Marvel Comics Presents#16, 53 (1989-90)
- Marvel Comics Super Special #2 (1977)
- Marvel Preview #14 (1978)
- Marvel Two-in-One #42 (1978)
- Planet of the Apes #7-11, 17-21, 24 (1975—1976)
- The Rampaging Hulk #1-3, 5, 8, 15, 17-20, 22-26 (1977—1981)
- Savage Sword of Conan #55, 75, 80, 83, 89, 216, 223; #2, 4, 7, 12, 15-20, 23-24, 28, 67, 76; #34, 59, 69, 180, 184, 189 (1974—1994)
- Tales of the Zombie #7-9 (1974—1975)
- Tarzan #9-10 (1977—1978)
- Vampire Tales (full art): #6, 8; #9-10 (1974—1975)

### Warren Publishing
- Creepy #94, 99, 101—102, 104, 108, 125, 130 (1978—1981)
- Eerie #96, 99-101, 104—105, 113 (1978—1980)
- Rook Magazine (full art): #2-9; #1 (1979—1981)
- Vampirella #90 (1980)